# El Compostelano
El Compostelano fou un diari que es publicà a Santiago de Compostel·la entre 1920 i 1946.
Succeí a El Correo de Galicia quan va passar a ser propietat de Moreno Fildey. Fundat per Ramón Díaz-Varela Ituarte i Juan Moreno Tilve, aparegué el 2 de febrer de 1920 amb el subtítul de Diario independiente. Des del 2 de març de 1938 adoptà el de Diario gubernamental que mantingué fins al 6 de març. En 1939 tornà a canviar-lo per Diario al servicio de España. Finalment va tenir el subtítol de Diario de la tarde des del 25 d'octubre de 1945. Entre els seus directors figuraren Santiago Maiz Eleizegui i Emilio Merino Losada. Periòdic conservador, durant la Guerra Civil es declarà obertament partidari del bàndol franquista.
Cessà la seva publicació amb el número 7.795 el 30 de gener de 1946. El diari La Noche continuà aquell any amb la numeració d'El Compostelano.